# Natalja Arinbasarowa
Natalja Utiewlewna Arinbasarowa (ros. Наталья Утевлевна Аринбасарова; ur. 24 września 1946 w Ałma-Acie) – rosyjska aktorka teatralna i filmowa, uhonorowana tytułem Zasłużonej Artystki RFSRR.

## Życiorys
Urodziła się w stolicy Kazachstanu w 1946 roku. Jej ojciec Utiewle Turiemuratowicz był Kazachem, a jej matka Marija Żukowska była Polką. W 1964 roku ukończyła moskiewską szkołę choreograficzną, a potem odbyła studia we Wszechzwiązkowym Państwowym Instytucie Kinematografii (warsztaty Siergieja Gierasimowa i Tamary Makarowej). Na dużym ekranie zadebiutowała jako dziewiętnastolatka w filmie na podstawie powieści Czingiza Ajtmatowa „Pierwszy nauczyciel” (Kirgizfilm).

## Życie prywatne
Po raz pierwszy wyszła za mąż (w urzędzie stanu cywilnego we Frunze) następnego miesiąca po osiągnięciu pełnoletniości (w październiku 1964 roku), gdy (wbrew ostremu sprzeciwowi swoich rodziców) została żoną Andrieja Konczałowskiego. Para poznała się w Kazachstanie, gdzie Andriej realizował swój debiut reżyserski, którym była ekranizacja legendarnej powieści Czingiza Ajtmatowa „Pierwszy nauczyciel” – dziewiętnastoletnia, zachwycająca egzotyczną urodą, Natalja grała w tym obrazie główną rolę. W 1966 roku urodził się ich syn Jegor Konczałowski. Trzy lata później Natalja wniosła pozew o rozwód i w maju 1969 roku rozstała się z mężem.

## Publikacje książkowe
W 1999 roku wspólnie z córką Jekatieriną Dwigubską wydała książkę autobiograficzną pt. „Księżycowe drogi” (ros.: Лунные дороги, Lunnyje dorogi).
- Наталья Аринбасарова, Екатерина Двигубская: Лунные дороги. Москва: Ałgoritm(inne języki), 1999. ISBN 5-88878-033-2. (ros.). Brak numerów stron w książce
  - Наталья Аринбасарова, Екатерина Двигубская: Лунные дороги. Wyd. 2. Москва: Eksmo, 2002. ISBN 5-04-009779-4. (ros.). Brak numerów stron w książce

## Wybrana filmografia

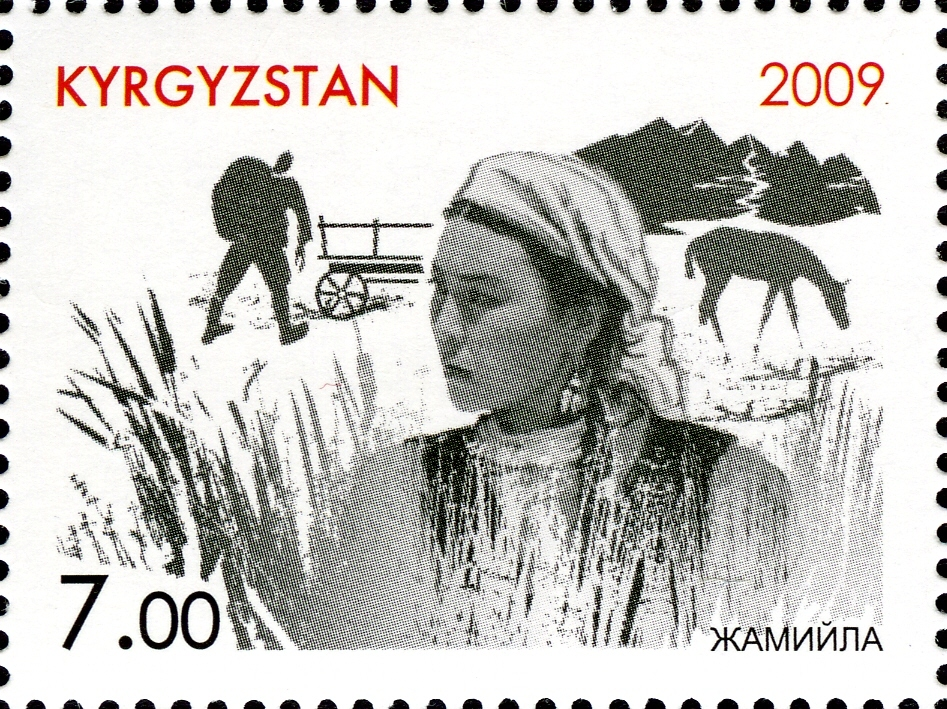
Kirgiski znaczek pocztowy: „Dżamila”

- 1966: Pierwszy nauczyciel, jako Ałtynaj
- 1969: Dżamila, jako Dżamila[7]
- 1977: Transsyberyjski ekspres
- 1992: Piękna nieznajoma, jako niania
- 1995: Za co?, jako żona komendanta
- 2011: Wozwraszczenije w „A” (Powrót do Afganistanu[5]), jako babcia Marata

## Nagrody
Za rolę Ałtynaj w filmie Pierwszy nauczyciel (1966) została uhonorowana Pucharem Volpiego dla najlepszej aktorki na 27. MFF w Wenecji. W 1980 roku otrzymała Nagrodę Państwową ZSRR.